# Grundsatz des sichersten Wegs
Der Grundsatz des sichersten Wegs im deutschen Recht besagt, dass ein Rechtsanwalt oder Steuerberater bei der Erfüllung seiner Pflichten gegenüber seinem Mandanten und zur Erreichung des von seinem Mandanten vorgegebenen Rechtsschutzziels den sichersten Weg zu gehen hat. Der Grundsatz des sichersten Wegs steht im Zentrum zahlreicher Haftungsprozesse zwischen Mandant und Anwalt. Der Grundsatz gilt in erster Linie für  die Beratung des Mandanten, wird aber darüber hinaus auf praktisch alle Pflichten aus dem Anwaltsvertrag angewendet. Der deutsche Bundesgerichtshof (BGH) wendet den Grundsatz verallgemeinernd als Sorgfaltsmaßstab auf die Frage der anwaltlichen Aufklärungspflicht, der Empfangsberechtigung für Geldzahlungen und der Belehrungspflicht an.

## Pflichtlektüre
Der Mandant, der dem Anwalt eine Prozessführung überträgt, darf darauf vertrauen, dass der Fachmann dieser gewachsen ist. Der Anwalt hat hierbei grundsätzlich jeden Rechtsirrtum zu vertreten. Der Anwalt muss die einschlägigen aktuellen Gesetze beherrschen und sich diejenigen Rechtskenntnisse verschaffen, die für die Beurteilung des betreffenden Rechtsfalles notwendig sind. Hierbei sind einschlägige Fachzeitschriften und aktuelle Kommentare zur Informationsgewinnung hinzuzuziehen. Als Standardkommentar im Zivilrecht ist Grüneberg (ehemals Palandt) anzusehen. Hinsichtlich der Fachzeitschriften sind NJW und MDR regelmäßig auswertungspflichtig. Ein Steuerberater, der die ständige Rechtsprechung nicht beachtet hat, hat sich schadensersatzpflichtig gemacht. Es wird jedoch keine Pflicht zur regelmäßigen Lektüre von Spezialzeitschriften angenommen. Nur wenn höchstrichterliche Rechtsprechung zu einer Thematik noch nicht existiert oder zweifelhaft ist, soll ausnahmsweise eine Auseinandersetzung mit Literaturmeinungen erforderlich sein. Dann ist auch die Auseinandersetzung mit unterinstanzlicher Rechtsprechung notwendig. Bei einer erst kürzlich geänderten Gesetzeslage besteht ein erhöhtes Maß an erforderlicher Aufmerksamkeit. Der sicherste Weg sollte auch bei sich abzeichnenden Änderungen der Rechtsprechung beachtet werden, woraus jedoch keine regressrechtlichen Konsequenzen für unvorhersehbare Rechtsprechungsänderungen resultieren. Eine Verpflichtung zur Recherche des Anwalts in einer Online-Datenbank ist vom Mandanten darzulegen und zu beweisen. Auch in Zeiten technischen Fortschritts handelt es sich hierbei weiterhin lediglich um eine Option zeitnaher Informationsbeschaffung. Die Gerichte billigen bei der Kenntnisnahme relevanter Entscheidungen einen realistischen Toleranzrahmen zu. Als Karenzzeit kann von einem Zeitraum von vier bis sechs Wochen ab Veröffentlichung ausgegangen werden.

## Kritik
Kritiker bemängeln, die vom BGH stereotyp gestellte Anforderung des sichersten und gefahrlosesten Weges, den der Anwalt zu gehen habe, sei als Maßstab für die Anwaltspflicht und Haftung unangemessen. Diese Anforderung verlasse den Normbegriff des objektiv typischen Durchschnittsanwalts und fordere eine unzulässige ex-post-Betrachtung geradezu heraus. Sie sei von vornherein untauglich, wenn es sich um Prognosen, wie Prozessaussichten, Vergleichsempfehlungen, oder die Einschätzung menschlichen Verhaltens oder gesundheitliche wie auch wirtschaftliche Entwicklungen handelt. Mit den für den Mandanten wichtigen Zweckmäßigkeitserwägungen lasse er sich nicht vereinbaren. Der Anwalt habe zunächst den richtigen, das heißt rechtlich begründeten und zulässigen und auch sicheren Weg vorzuschlagen. Einen rechtlich zwar statthaften, aber bedenklichen Weg dürfe er nur mit Zustimmung des Mandanten gehen. Der sicherste Weg würde im Grundsatz weder dem bei jeder Prozessführung verbundenen Risiko noch den Interessen des Mandanten und letztlich auch nicht der Stellung des Anwalts als unabhängiges Organ der Rechtspflege gerecht.